# THEaiTRE
THEaiTRE je výzkumný projekt, oslavující sté výročí od premiéry divadelní hry R.U.R. autora Karla Čapka, v níž se poprvé v roce 1921 objevilo slovo „robot“. K oslavě tohoto stoletého jubilea se spojil Ústav formální a aplikované lingvistiky Matematicko-fyzikální fakulty Univerzity Karlovy se Švandovým divadlem na Smíchově a organizátory hackathonů CEE Hacks, aby robotům předložili novou výzvu, spočívající v úkolu, který dosud ve svém rozsahu nebyl ve světě řešen – zda je umělá inteligence schopna napsat divadelní hru. 
Cílem tohoto vědeckého projektu je zjištění, zda dokáže umělá inteligence pomocí přirozeného zpracování jazyka a konkrétně vylepšeného jazykového modelu GPT-2 napsat divadelní hru. a obecně, jestli může být umělá inteligence využita v umění Původní myšlenka zakladatele projektu Tomáše Studeníka byla, jestli se role autora divadelní hry a robota po sto letech neotočila a zda by robot dnes nemohl napsat divadelní scénář o svém „otci“ Karlu Čapkovi. 
První fáze projektu vrcholila inscenací divadelní hry AI: Když robot píše hru, jejíž scénář je vygenerovaný jazykovým modelem, s pouze malými lidskými zásahy. Tato světová premiéra divadelního představení proběhla spolu s diskusí s tvůrci 26. února 2021 od 19:00 a byla streamovaná online široké veřejnosti zdarma v českém a anglickém jazyce. Online přenos byl zveřejněn na webových stránkách projektu.
THEaiTRE je plánován (minimálně) do roku 2022, kdy dojde ke druhé premiéře s dokonalejším jazykovým modelem. Tento projekt byl finančně podpořen Technologickou agenturou ČR a spolupracují na něm rovněž zástupci prg.ai a Divadelní fakulta Akademie múzických umění v Praze.